# Karácsonyi vakáció
A Karácsonyi vakáció (eredeti cím: National Lampoon's Christmas Vacation) 1989-ben bemutatott amerikai filmvígjáték, melyet Jeremiah S. Chechik rendezett. A forgatókönyvet John Hughes írta, a zenéjét Angelo Badalamenti szerezte, a film producerei John Hughes és Matty Simmons voltak.
A film főszereplője az előző részekhez hasonlóan Chevy Chase, Beverly D’Angelo, Randy Quaid, Juliette Lewis és Johnny Galecki. A Karácsonyi vakáció a Vakáció-sorozat harmadik és egyben egyetlen olyan része, mely saját, különálló televíziós folytatást is kapott: a Karácsonyi vakáció 2. – Eddie bácsi szigeti kalandja 2003-ban jelent meg.
A Karácsonyi vakáció bevételi szempontból jól teljesített a jegypénztáraknál és a kritikusok is többnyire kedvezően fogadták.
Karácsony van, és Griswoldék családi ünnepségre készülnek, de náluk a dolgok sosem mennek simán. Clark folyamatos balszerencséjét az ellenszenves rokonok tovább rontják, de csak azért sikerül kitartania, mert tudja, hogy hamarosan esedékes a karácsonyi jutalma.

## Cselekmény
A Chicago környékén élő Clark Griswold azt tervezi, hogy az egész családjával karácsonyozik. Összeszedi feleségét, Ellent, lányát, Audrey-t és fiát, Rustyt, és vidékre hajtanak, hogy fát keressenek. Miután órákig gyalogol a hóban, Clark kiválasztja a legnagyobb fát, amit talál. Túl későn veszik észre, hogy nem hoztak magukkal szerszámot a fa kivágásához, így nehezen tudják kiszakítani a fát, majd a kocsijuk tetejére szíjazzák és hazavezetnek.
Nem sokkal később Clark és Ellen szülei is megérkeznek karácsonyra, ám civakodásuk hamar bosszantani kezdi a családot. Clark megőrzi pozitív hozzáállását, és elhatározza, hogy „vidám, régimódi családi karácsonyt” tart. A ház teljes külsejét 25.000 csillogó fénnyel borítja be, amelyek eleinte nem működnek, mivel véletlenül a garázs villanykapcsolóján keresztül vezette be őket. Amikor végre felgyulladnak, az átmenetileg az egész városban áramszünetet okoz. Miközben a ház előtt állva csodálja a lámpákat, Clark megdöbbenve látja Ellen paraszt unokatestvérét, Catherine-t és férjét, Eddie-t, akik bejelentés nélkül érkeznek a gyerekeikkel, Rocky-val és Ruby Sue-val, valamint rottweiler kutyájukkal, Snot-tal. Eddie később bevallja, hogy abban a lakókocsiban laknak, amivel érkeztek, mivel anyagilag le vannak égve, kénytelen voltak eladni a házat és a földjüket is. Clark felajánlja, hogy vesz ajándékokat Eddie gyerekeinek, hogy élvezhessék a karácsonyt. Nem sokkal később megérkezik Clark szenilis Bethany nénikéje és a mogorva Lewis bácsi is.
Clark azon kezd töprengeni, hogy főnöke, Frank Shirley miért nem adta oda neki az éves bónuszt, amire égető szüksége lenne, hogy pótolni tudja a jövő nyárra szánt úszómedence-előleget, amire hitelt vett fel. Egy katasztrofális karácsony esti vacsora után - Bethany macskáját áramütés éri, Lewis bácsi pedig véletlenül felgyújtja a karácsonyfát, miközben meggyújtja a szivarját - végre megkapja a borítékot a céges futártól, aki előző nap elmulasztotta kézbesíteni azt. A borítékban a feltételezett nagy összegű bónusz helyett azonban csak egy egyéves tanfolyamra szóló tagságot kap, aminek témája a „zsírmentes főzés”. Ez felingerli Clarkot, kiakad, panaszkodni kezd Frankra, és dühében azt kéri, hogy szállítsák neki házhoz, masniba csomagolva, hogy Clark szemtől szembe sértegethesse.
Eddie szó szerint veszi a kérést, Frank kúriájához hajt, és elrabolja. Frank bevallja, hogy lemondta a karácsonyi bónuszokat, és Clark megdorgálja ezért. Eközben Frank felesége, Helen hívja a rendőrséget, és egy SWAT-kommandó megrohamozza a Griswold-házat, és mindenkit fegyverrel sakkban tartanak. Frank úgy dönt, hogy nem tesz feljelentést, és elmagyarázza a helyzetet a feleségének és a kommandósok vezetőjének, akik mindketten szidják őt a bónuszok eltörlése miatt, és úgy dönt, hogy visszaállítja azokat (Clark a tavalyi összeggel megegyező bónuszt kap, plusz 20%-ot kompenzációként).
A család elindul kifelé, amikor Rocky és Ruby Sue azt hiszi, hogy a távolban a Mikulást látja. Clark elmondja nekik, hogy az valójában a karácsonyi csillag, és hogy végre rájött, mit jelent számára az ünnep. Lewis bácsi szerint a fény a szennyvíztisztító telepről jön; emlékeztetve Clarkot, hogy Eddie a lakóautó szennyvizét a közeli csapadékcsatornába engedte. Mielőtt Clark megállíthatná, Lewis bácsi bedobja a szivarja meggyújtásához használt gyufát a csatornába, ami robbanást okoz. A robbanástól a Mikulás szán dísze az égbe repül. Bethany néni énekelni kezdi a „The Star-Spangled Banner”-t, és mindenki csatlakozik hozzá, miközben a lángoló dísz a távolba repül. Az egész család és a kommandósok ezután a házban ünnepelnek, miközben Clark és Ellen boldogan adnak egymásnak egy karácsonyi csókot, Clark pedig kint áll elégedetten, hogy milyen nagyszerű karácsonyt biztosított a családjának.

## Szereplők
| Színész               | Szerep                 | Magyar hang        | Magyar hang        |
| Színész               | Szerep                 | 1. magyar változat | 2. magyar változat |
| --------------------- | ---------------------- | ------------------ | ------------------ |
| Chevy Chase           | Clark                  | Józsa Imre         | Csankó Zoltán      |
| Beverly D’Angelo      | Ellen                  | Tóth Enikő         | Vándor Éva         |
| Juliette Lewis        | Audrey                 | Somlai Edina       | N/A                |
| Johnny Galecki        | Rusty                  | Benedikty Marcell  | Borbíró András     |
| John Randolph         | Clark, Sr              | Szabó Ottó         | Versényi László    |
| Diane Ladd            | Nora                   | Pásztor Erzsi      | Tóth Judit         |
| E. G. Marshall        | Art                    | Velenczey István   | Cs. Németh Lajos   |
| Doris Roberts         | Frances                | Szabó Éva          | N/A                |
| Randy Quaid           | Eddie unokatestvér     | Balázs Péter       | Csuja Imre         |
| Miriam Flynn          | Catherine unokatestvér | Prókai Annamária   | Csere Ágnes        |
| Cody Burger           | Rocky                  | N/A                | N/A                |
| Ellen Hamilton Latzen | Ruby Sue               | N/A                | N/A                |
| William Hickey        | Lewis                  | Szoó György        | Izsóf Vilmos       |
| Mae Questel           | Bethany                | Feleki Sári        | Kassai Ilona       |
| Sam McMurray          | Bill                   | N/A                | Imre István        |
| Nicholas Guest        | Todd Chester           | Jakab Csaba        | Sztarenki Pál      |
| Julia Louis-Dreyfus   | Margo Chester          | Kocsis Mariann     | Farkasinszky Edit  |
| Brian Doyle-Murray    | Frank Shirley          | Hollósi Frigyes    | Balázsi Gyula      |
| Natalia Nogulich      | Helen Shirley          | Pálos Zsuzsa       | Koffler Gizi       |

Megjegyzés: Az első magyar szinkronos változatban Makay Sándor neve bemondásra került, de nem hallható a filmben.

## Fordítás
- Ez a szócikk részben vagy egészben  a   National Lampoon's Christmas Vacation című angol Wikipédia-szócikk fordításán alapul.  Az eredeti cikk szerkesztőit annak laptörténete sorolja fel. Ez a jelzés csupán a megfogalmazás eredetét és a szerzői jogokat jelzi, nem szolgál a cikkben szereplő információk forrásmegjelöléseként.